# Domenico Muzzi
Domenico Muzzi (Parma, 8 gennaio 1742 – Parma, 16 aprile 1812) è stato un pittore italiano.

## Biografia
Studiò all'Accademia di Belle Arti di Parma, dove ebbe come insegnante Giuseppe Peroni. Nominato professore di disegno, ebbe tra i suoi allievi Giovanni Tebaldi, Antonio Pasini e Antonio Calza. Pittore molto attivo, si aggiudicò alcune delle più importanti commesse dell'ultimo ventennio del Settecento nell'area di Parma, tra cui l'ornamentazione ad affresco della cupola della cappella ducale di San Liborio a Colorno (eseguita prima del 1786) e la decorazione di Palazzo Sanvitale a Parma (eseguita dal 1787 al 1792). Si dedicò con successo anche al disegno di bozzetti per la realizzazione di medaglie.
È però nella pittura murale che egli raggiunse i più alti traguardi artistici. Tra i suoi affreschi sono da ricordare: 
- San Bernardo che incontra Guglielmo d'Acquitania, Matilde di Canossa che libera San Bernardo, (chiesa di San Giovanni Evangelista, Parma);
- la composizione col Carro del sole, vari medaglioni e sovrapporte, (Salone da ballo di Palazzo Sanvitale, Parma);
- Allegoria, (volta di una scala di Palazzo Marchi, Parma);
- Incoronazione della Vergine tra profeti, patriarchi e santi in gloria, (cupola della cappella ducale di San Liborio. Colorno);
- Allegoria della Giustizia, (volta di una sala nobiliare del Palazzo Dalla Rosa Prati, Parma).

Tra le sue tele sono da ricordare: 
- Giovane contadina, (Pinacoteca nazionale, Parma);
- Annunciazione, Incoronazione di Maria, Resurrezione e Ascensione , (chiesa di Sant'Antonio Abate, Parma);
- Deposizione, (chiesa di Santa Caterina, Parma);
- Circoncisione, Presentazione della Vergine al tempio e altri sei quadretti (monastero delle Carmelitane, Parma);
- Crocifisso (chiesa di Santa Teresa, Parma);
- Scene mitologiche (Palazzo Marchi, Parma);
- Addolorata (cappella Ducale di San Liborio, Colorno);
- San Bernardo benedice Parma attorniata dai Santi protettori (cappella ducale di San Liborio, Colorno)
- Sant'Alberto da Bergamo orante (cappella ducale di San Liborio, Colorno)
- San Luigi di Francia che dona la corona di spine al Beato Bartolomeo di Breganze (cappella ducale di San Liborio, Colorno);
- Sant'Antonio Abate che guarisce una mucca (chiesa della Purificazione di Maria Vergine, Vicomero);
- Santo in Preghiera e Santa Margherita da Cortona (chiesa di San Giacomo, Soragna);
- Madonna col Bambino e i Santi Stefano e Lorenzo (chiesa dei Santi Stefano e Lorenzo, Sala Baganza);
- Il Sacro Cuore (chiesa di San Martino, San Martino Sinzano);
- L'Acqua, l'Aria, la Terra, il Fuoco (quattro grandi tele nella Sala delle Sirene del castello di Montechiarugolo).

Su incarico del Bodoni nel 1775 partecipò, con altri artisti parmensi, all'illustrazione dell'opera Epithalamia exoticis linguis reddita, di Giovanni Bernardo De Rossi. Fu autore delle vignette per il Congresso degli Elisi (Piacenza, 1769). Nei primi anni dell'Ottocento, durante il periodo del governo francese, divenne membro dell'Accademia Imperiale.